# Arquillos

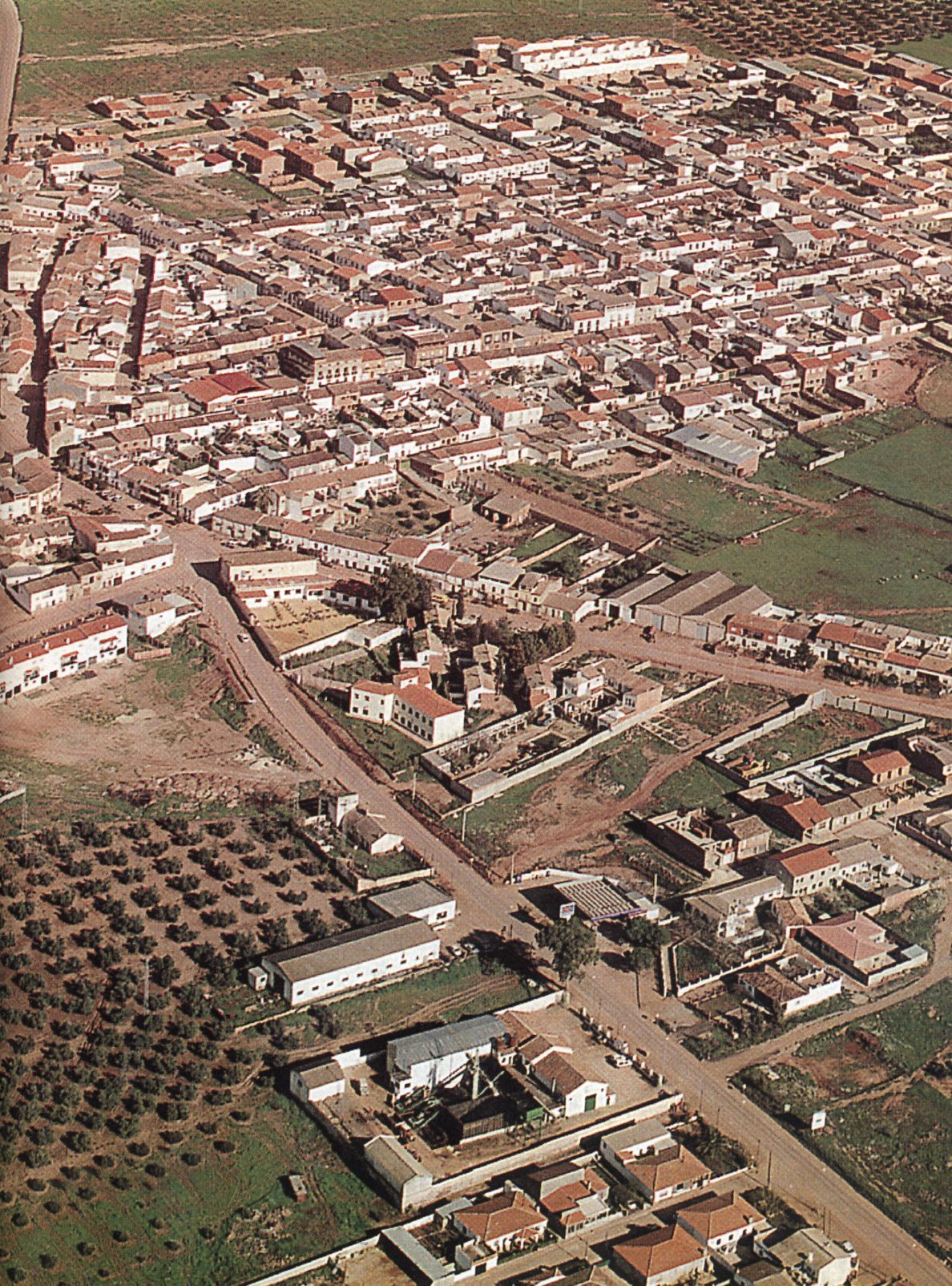
Een panoramisch uitzicht over Arquillos

Arquillos is een gemeente in de Spaanse provincie Jaén in de regio Andalusië met een oppervlakte van 66 km². Arquillos telt 1.836 inwoners (1 januari 2016).